# Electrona risso
Electrona risso är en fiskart som först beskrevs av Anastasio Cocco 1829.  Electrona risso ingår i släktet Electrona och familjen prickfiskar. Inga underarter finns listade i Catalogue of Life.